# راجر فنتون

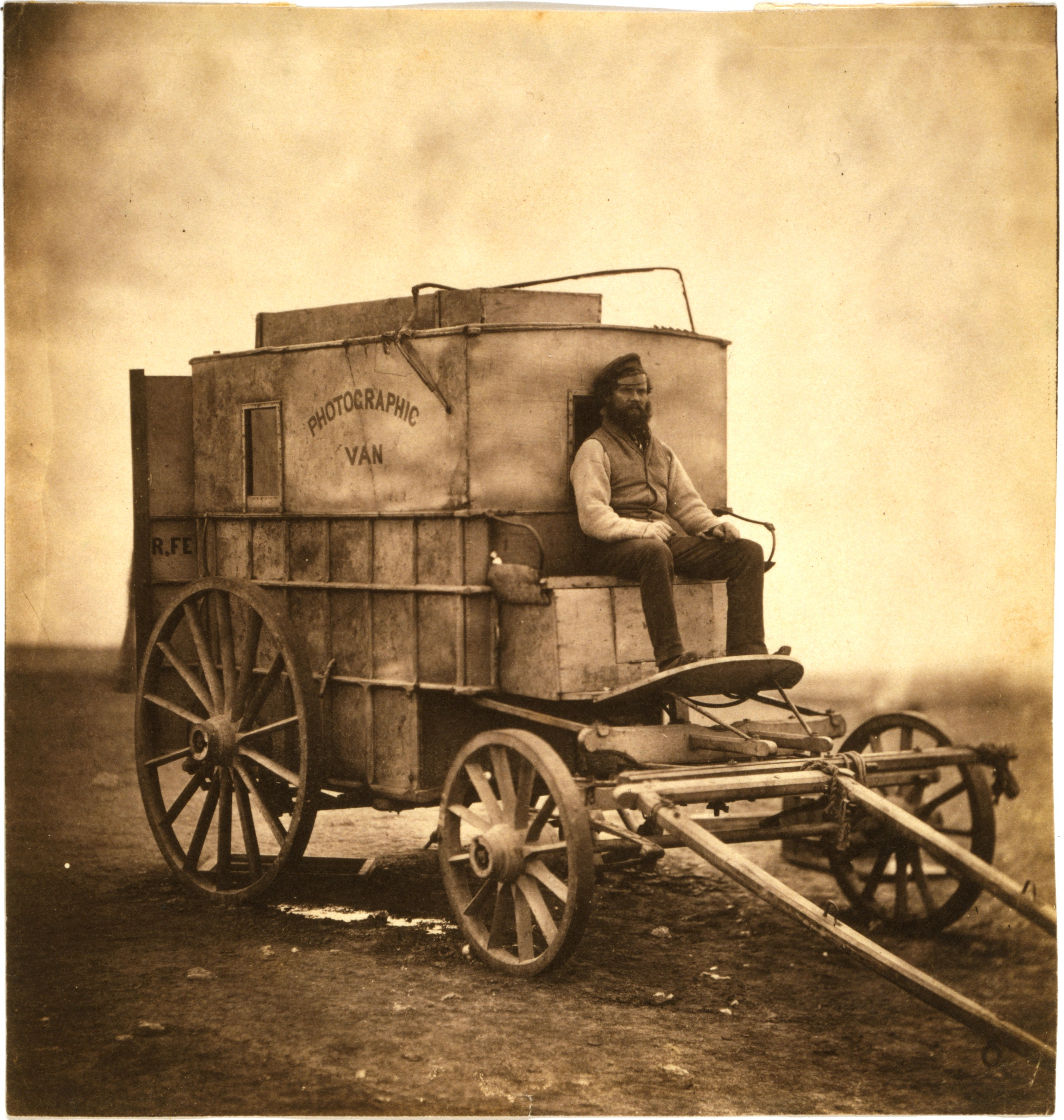
مارکوس اسپارلینگ در ون عکاسی فنتون، ۱۸۵۵

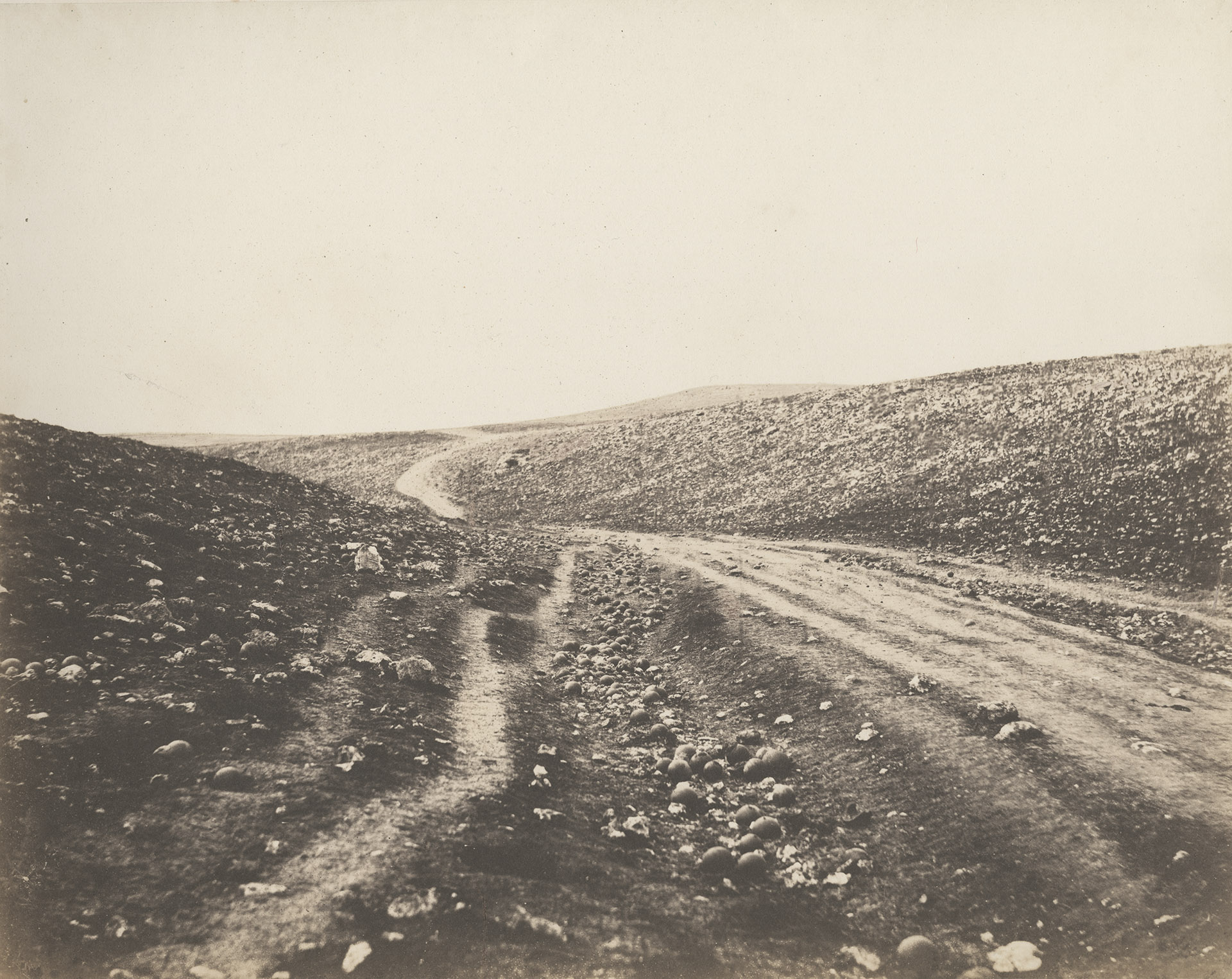
نسخه‌هایی از دره سایه مرگ

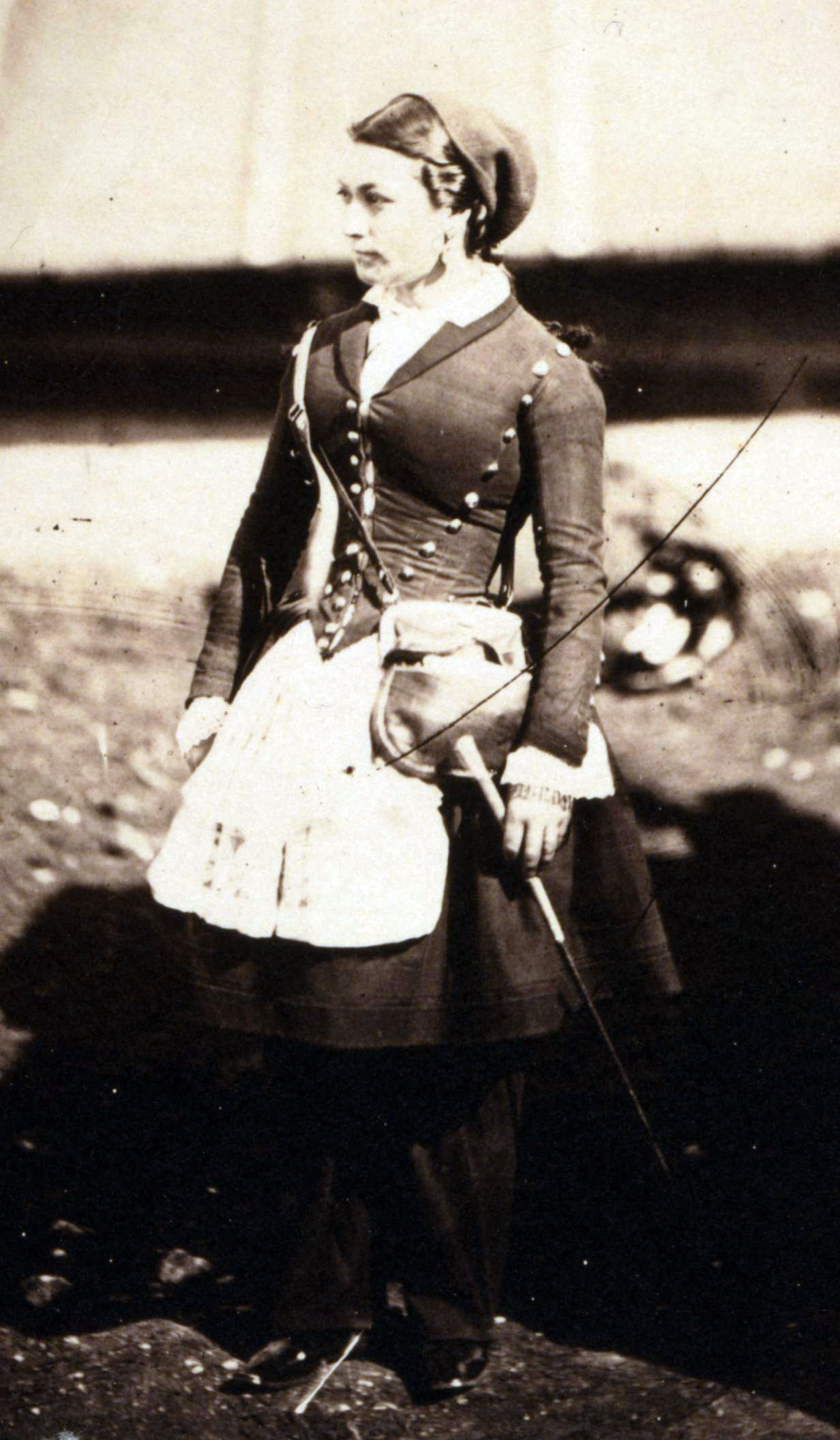
ویواندیره فرانسوی (کانتینیر) با لباس هنگ زواره، در طول جنگ کریمه در سال ۱۸۵۵.

راجر فنتون در ۱۸۱۹ در روچدیل واقع در لانکاشایر انگلستان چشم به جهان گشود. عکاس پیشرو و یکی از اولین عکاسان جنگ است. بیشتر شهرت او در زمینه پوشش عکاسی در جنگ کریمه (که در آن انگلیس و فرانسه و متحدانشان روسیه را شکست دادند) است.

## تحصیلات
در ۱۸۳۸ دوره‌ای را در دانشگاه لندن گذراند، سپس طی سال‌های ۱۸۴۱ تا ۱۸۴۴ یعنی حدود سه سال در پاریس اقامت گزید و ضمن ادامهٔ تحصیل به کار نقاشی پرداخت. سپس برای تحصیل در رشته حقوق به لندن بازگشت.

## زندگی و کار
پدر بزرگ فنتون بسیار ثروتمند بود، او تولیدکننده پنبه و نیز بانکدار بود. پدر او نیز یک بانکدار و عضو پارلمان آن زمان انگلیس بود. فنتون چهارمین فرزند از هفت فرزند خانوادهٔ فنتون‌ها، از ازدواج اول پدرش بود. پدر فنتون ده فرزند دیگر از همسر دوم خود داشت.
فنتون از اوایل سال‌های ۱۸۶۰ به کار در رشتهٔ حقوق پرداخت و سراسر سال‌های میانی را اساساً صرف پرداختن به عکاسی کرد.

## آشنایی با علم عکاسی
در سال ۱۸۴۱ برای نخستین‌بار فنتون در پاریس با عکاسی آشنا شد و آن هنگامی بود که محیط‌های هنری که او در آن‌ها رفت‌وآمد داشت، مجذوب بالقوهٔ این هنر نوپا شده بودند. برخی از عکاسان و نقاشان که فنتون با آن‌ها برخورد داشت تأثیری شدید بر پرورش دید عکاسی وی گذاشته بودند.

## انجمن کالوتایپ
فنتون پس از بازگشت به لندن دست به تجربیاتی با شیوهٔ کالوتایپ زد. در سال ۱۸۴۷ عضو پایه‌گذار گروهی غیررسمی از عکاسان حرفه‌ای شد که به نام انجمن عکاسی یا انجمن کالوتایپ شهرت داشتند. سرانجام فنتون با تلاش بسیار توانست از آن گروه کوچک در بین سال‌های ۱۸۵۲ تا ۱۸۵۳ گروه رسمی‌تری به وجود آورد که به نام انجمن عکاسی شناخته شد. سال بعد این انجمن تحت حمایت پادشاه انگلستان قرار گرفت. کوشش‌های فنتون برای به وجود آوردن این انجمن، سهم مهمی در پیشرفت عکاسی در انگلستان داشت و این مقارن بود با ابداع و رواج روش‌های تازه‌ای که شیوهٔ کالوتایپ را کامل یا جایگزین آن می‌کرد.

## آثار
از عکس‌هایی که فنتون طی سال‌های ۱۸۴۰ گرفت، نمونه‌های اندکی باقی‌مانده‌است. اما او احتمالاً بیشتر از هر عکاس انگلیسی دیگری، عنوان (عصر طلایی عکاسی) را که به سال‌های ۱۸۵۰ داده شد، تجسمی عینی بخشید و بدان مشروعیت داد. در واقع طی این دهه بود که فن عکاسی واقعاً تحت اختیار درآمد و بعد از آن دوران بود که نسبت به کاوش در جنبه‌های زیبایی‌شناختی عکاسی، در درجهٔ دوم اهمیت قرار گرفت.
فنتون عکاسی بود که کارهای متنوعی را در پروندهٔ حرفه‌ای او می‌توان دید، موضوعاتی که در آثار خود بدان‌ها پرداخت، از گوناگونی شگفت‌آوری برخوردار بودند. تا این حد که این تنوع گستردگی شامل اندازه‌هایی که برای آثار خود انتخاب می‌کرد نیز بود. از اندازه‌های بسیار کوچک گرفته تا اندازه‌های بسیار بزرگی که برای تصاویری با موضوعات مختلف بکار می‌گرفت. هرچند فنتون در استفاده از سایز بزرگ برای عکس‌هایی که با محوریت معماری بودند، موفق‌تر بود.

## نخستین مجموعه عکس
نخستین مجموعه عکس فنتون که هنوز باقی است، حاصل سفری است که در ۱۸۵۲ به همراه دوست خود مهندس چارلز ویگنولز به روسیه داشت.
عکس‌ها که تصاویر منفی آن‌ها بر روی کاغذ موم اندود گرفته شده و چاپ آن‌ها بر روی کاغذ آغشته به نمک انجام پذیرفته، چیزی بیشتر از اسنادی جذاب از روسیه است، این عکس‌ها نشان دهندهٔ نخستین قریحهٔ استثنایی فنتون در ترکیب‌بندی و آرایش شکل‌ها و رنگمایه‌ها است.